# Cona

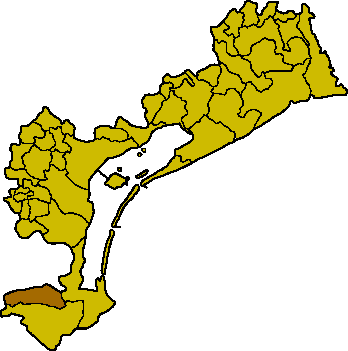
Ubicación del municipio de Cona en el Venecia.

Cona es una localidad italiana de la provincia de Venecia, región de Véneto, con 3.214 habitantes.

## Evolución demográfica
| Gráfica de evolución demográfica de Cona entre 1861 y 2011 |
|                                                            |
| Fuente ISTAT - elaboración gráfica de Wikipedia            |